# 1800 год в науке
В 1800 году были различные научные и технологические события, некоторые из которых представлены ниже.

## События
- 23 апреля — президентом Джоном Адамсом, выделившим 5 тысяч долларов на закупку книг, основана Библиотека Конгресса США[1].
- Французский исследователь Ж. Сенебье издал пятитомный трактат «Физиология растений», в котором физиология растений рассматривалась как самостоятельная область исследований.
- Май — создание библиотеки при Архиве Российской академии наук, ставшей главным источником комплектования для 15 библиотек сети академических библиотек.[2]

## Открытия
- Электролиз — физико-химический процесс, состоящий в выделении на электродах составных частей растворённых веществ или других веществ. Первая «электролизация» воды была осуществлена английским химиком Уильямом Николсоном (1753–1815)  и Энтони Карлайлом (1768-1840)  20 марта 1800 года[3]
- Вильгельм Гершель открывает инфракрасное излучение.[4]

## Изобретения
- 20 марта — Алессандро Вольта сообщил об открытии «вольтова столба» — первого гальванического элемента.[5]

## Родились
- 1 января — Константин Геринг[англ.] (ум. 1880), считающийся основателем гомеопатии в Америке.
- 11 февраля — Уильям Фокс Тальбот (ум. 1877), английский пионер фотографии.[6]
- 3 марта — Генрих Георг Бронн, (ум. 1862), немецкий зоолог, палеонтолог; один из основателей систематики ископаемых позвоночных.[7]
- 30 мая — Карл Вильгельм фон Фейербах (ум. 1834), преподаватель математики и математик.[8]
- 19 июня — Петер Фредрик Вальберг (ум. 1877), шведский учёный, энтомолог, ботаник.
- 14 июля — Жан Батист Андре Дюма (ум.1884). французский химик и государственный деятель. Помимо органической химии изучал влияние пищи на химический состав молока различных животных и химический состав крови, занимался также вопросами шелководства, участвовал в мероприятиях по борьбе с филлоксерой.[9]
- 31 июля — Фридрих Вёлер (ум.1882), выдающийся немецкий химик, первым получивший в чистом виде химические вещества (алюминий, аморфный бор, бериллий, иттрий, карбид кремния SiC и карбид кальция CaC2, белый фосфор P4); открыл циановую кислоту HOCN.[10]
- 10 августа — Отто Август Розенбергер, немецкий астроном. Вычислил появление кометы Галлея в 1835 году.[11]
- 23 ноября — Михаил Петрович Погодин, русский историк и писатель (ум. 1875)., открыл и ввёл в научный оборот ряд древних памятников, особенно рукописей и древних книг.[12]
- 7 декабря — Джузеппе Жене, итальянский натуралист.
- 29 декабря — Чарльз Гудиер (ум. 1860), американский химик.[13]

## Скончались
- 20 июня — Авраам Готтгельф Кестнер (Abraham Gotthelf Kästner), немецкий математик (родился в 1719).[14]
- 4 июля — Христиан Христианович Безак, российский педагог, автор сочинений по этнографии и философии.[15]
- 4 октября — Иоганн Герман, французский врач, натуралист и зоолог.[16]
- 22 ноября — Соломон Маймон, философ-самоучка; последователь и критик Иммануила Канта, основоположник монистического идеализма.[17]